# Giusvalla
Giusvalla – miejscowość i gmina we Włoszech, w regionie Liguria, w prowincji Savona.
Według danych na rok 2004 gminę zamieszkuje 425 osób, 22,4 os./km².